# Château du Garrané
Le château du Garrané est un château de type gascon construit du XIe siècle au XVe siècle et situé dans l'ancienne commune du Garrané, aujourd'hui intégrée à Seissan.

## Histoire
Les façades et toitures du château sont classées au titre des monuments historiques depuis le 30 mars 1978.
Ce château a appartenu à la famille du Garrané, seigneurs, puis coseigneurs du Garrané. 
Le premier seigneur connu est Arnaud du Garrané né vers 1240. Il est père d'un autre Arnaud né vers 1270 et mort vers 1321. Ce dernier est marié à Marie et père de 9 enfants parfaitement connus par son testament de 1321.

## Architecture

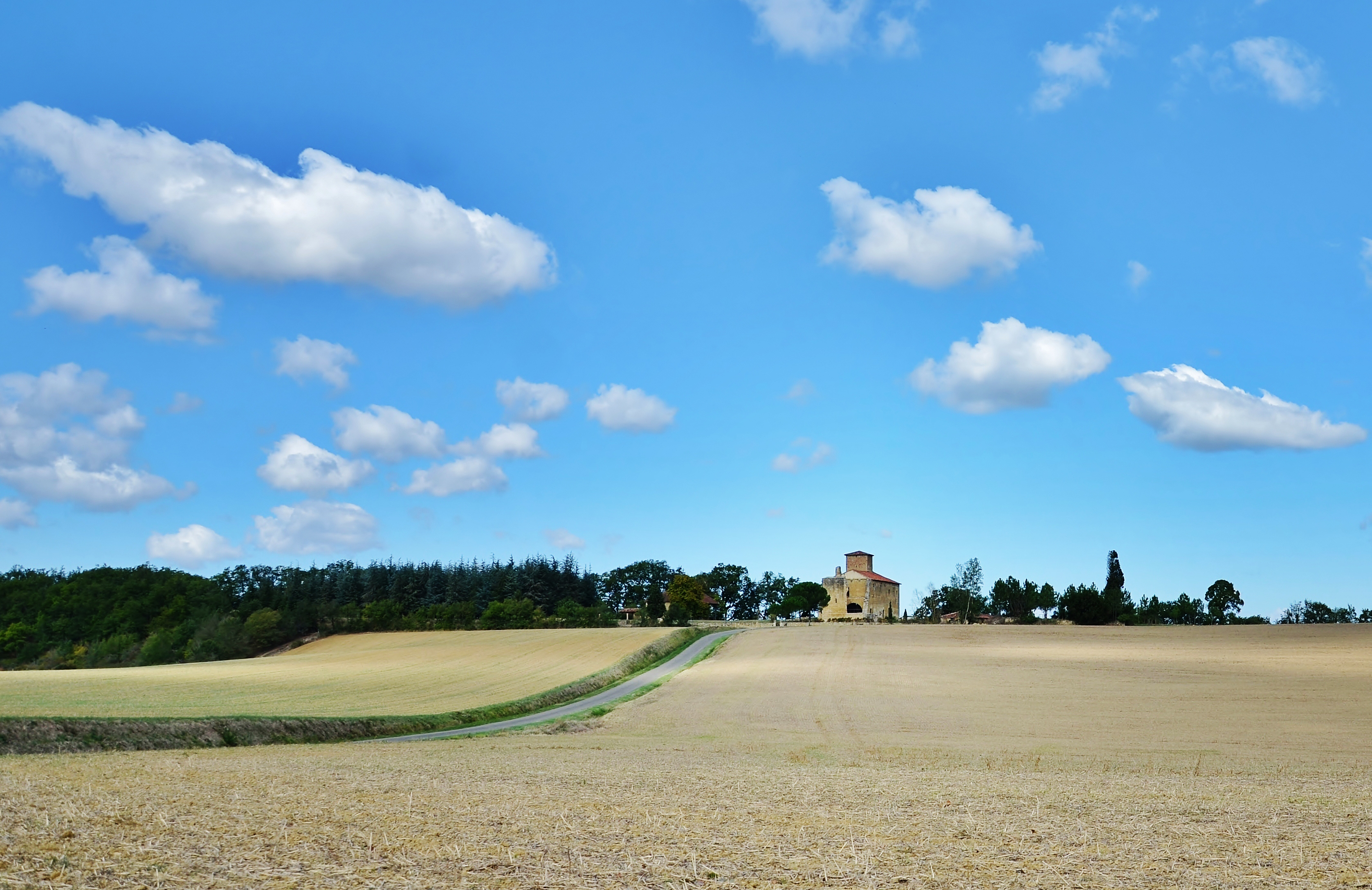
Vue du château.